# Palazzo Duca di Camastra
Il palazzo Malerba è un edificio con decoro tradizionale e rilievi liberty. Si trova a Catania in piazza Duca di Camastra, per questo sovrannominato Palazzo Duca di Camastra, ad angolo con via Galatioto. È stato costruito tra il 1912 e il 1914 ed è attribuito all'architetto Tommaso Malerba, come propria dimora.